# Bollate
Bollate is een voorstad van de Noord-Italiaanse metropool Milaan. De eerste vermelding van de plaats dateert uit het jaar 1039. De grootste groei maakte de plaats mee aan het einde van de 20e eeuw. Bollate heeft van buiten af gezien een modern uiterlijk, maar is in het bezit van een kleine historische kern. Door de plaats loopt de spoorlijn van de Ferrovie Nord Milano die Milaan met de steden Varese en Como verbindt.
De volgende frazioni maken deel uit van de gemeente: Castellazzo di Bollate